# USS Hull (DD-350)

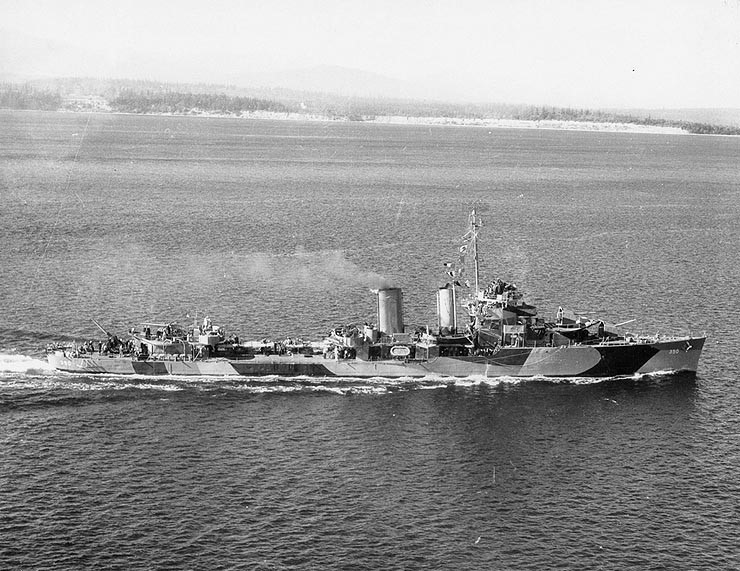
USS Hull (DD-350)

DD 350 Hull (Корабль соединённых штатов Халл) — американский эсминец типа Farragut.
Заложен на верфи New York Navy Yard 7 марта 1933 года. Спущен 31 января 1934 года, вступил в строй 11 января 1935 года.
17 декабря 1944 года перевернулся и затонул во время тайфуна близ острова Лусон.
Из ВМС США исключён 19 января 1945 года.